# Galumna europaea
Galumna europaea är en kvalsterart som först beskrevs av Berlese 1914.  Galumna europaea ingår i släktet Galumna och familjen Galumnidae. Inga underarter finns listade i Catalogue of Life.